# Superliga de Futsal de 2010
A Superliga de Futsal de 2010 foi a quinta edição da competição, que ocorreu de 3 até 7 de março. O evento foi sediado na cidade de Betim, Minas Gerais, contando com 8 equipes participantes.
A Associação Desportiva Jaraguá que enfrentou a equipe Minas Tênis Clube na final, sagrou-se a campeão após vencer a partida pelo placar de 1 a 0.

## Regulamento
A Superliga foi realizada com a participação dos últimos campeões de cada
uma das Ligas Regionais, da Divisão Especial da Taça Brasil Adulta Masculina, da Liga
Futsal e de uma equipe da cidade sede habilitada pela CBFS e foi disputada em três etapas:
- Etapa Classificatória;
- Etapa Semifinal;
- Etapa Final.[5][6]

Etapa classificatória
Os oito cubes participantes são distribuídos em dois grupos, "A" e "B"; as equipes jogam entre si, dentro dos seus determinados grupos, em sistema de rodízio simples.
Etapa Semifinal
Esta etapa é disputada pelas quatro equipes melhores classificadas na etapa anterior, quando ocorrem os seguintes cruzamentos:
1° colocado do grupo "A" X 2° colocado do grupo "B"
1° colocado do grupo "B" X 2° colocado do grupo "A"
Etapa final
Esta etapa é disputada em uma única partida, entre as equipes vencedoras da Etapa semifinal. O vencedor desta etapa será considerado o Campeão da Superliga de Futsal de 2013.
Critérios de desempate
Ao final de cada fase da Superliga, havendo igualdade do número de pontos ganhos, para o desempate, são considerados os seguintes critérios em sua determinada ordem de eliminação:
1º - Prevalecerá o resultado do confronto direto na fase (somente em caso de empate em pontos ganhos entre duas equipes);
2º - Índice Técnico em todas as Fases (maior quociente da divisão do número de pontos ganhos pelo número de jogos - proporcionalidade);
3º - Gol Average (o número de gols marcados dividido pelo número de gols sofridos, classifica a equipe que obtiver o maior quociente) das equipes empatadas, considerando todos os resultados obtidos em todas as fases;
4º - Maior média de gols marcados em todas as fases (número de gols assinalados divididos pelo número de jogos);
5º - Menor média de gols sofridos em todas as fases (número de gols sofridos dividido pelo número de jogos);
6º - Maior saldo de gols na fase (diferença entre os gols assinalados e os gols sofridos);
7º - Menor média de cartões vermelhos recebidos (número de cartões vermelhos dividido pelo número de jogos);
8º - Menor média de cartões amarelos recebidos (número de cartões amarelos dividido pelo número de jogos);
9º - Sorteio.

## Participantes
| Equipe          | Cidade         | Estado | Títulos              |
| --------------- | -------------- | ------ | -------------------- |
| AA Esmac        | Belém          | PA     | 0 (não possui)       |
| Betim           | Betim          | MG     | 0 (não possui)       |
| Fesurv          | Goiânia        | GO     | 0 (não possui)       |
| Fortaleza       | Fortaleza      | CE     | 0 (não possui)       |
| Malwee/Jaraguá  | Jaraguá do Sul | SC     | 3 (2005, 2006, 2009) |
| V&M/Minas       | Belo Horizonte | MG     | 0 (não possui)       |
| Paraná          | Curitiba       | PR     | 0 (não possui)       |
| Umuarama Futsal | Umuarama       | PR     | 0 (não possui)       |

## Local dos jogos

Localização de Betim em Minas Gerais.

A V Superliga de Futsal foi disputada na cidade de Betim. A arena escolhida para realizar os jogos foi o Ginásio Poliesportivo Divino Ferreira Braga, que tem a capacidade de abrigar 7 mil espectadores. O piso utilizado na quadra é o piso de madeira flutuante.

## Classificação

### Grupo A
| Pos. | Equipe         | Pts | J | V | E | D | GP | GC | SG |
| ---- | -------------- | --- | - | - | - | - | -- | -- | -- |
| 1    | Malwee/Jaraguá | 9   | 3 | 3 | 0 | 0 | 13 | 6  | +7 |
| 2    | Paraná         | 6   | 3 | 2 | 0 | 1 | 8  | 9  | -1 |
| 3    | Fortaleza      | 3   | 3 | 1 | 0 | 6 | 7  | 12 | -1 |
| 4    | Betim          | 0   | 3 | 0 | 0 | 3 | 7  | 12 | -5 |

### Grupo B
| Pos. | Equipe          | Pts | J | V | E | D | GP | GC | SG  |
| ---- | --------------- | --- | - | - | - | - | -- | -- | --- |
| 1    | V&M/Minas       | 9   | 3 | 3 | 0 | 0 | 13 | 3  | +10 |
| 2    | Umuarama Futsal | 6   | 3 | 2 | 0 | 1 | 7  | 6  | +1  |
| 3    | AA Esmac        | 3   | 3 | 1 | 0 | 2 | 11 | 8  | +3  |
| 4    | Fesurv          | 0   | 3 | 0 | 0 | 3 | 1  | 15 | -14 |

## Finais
|  | Semifinais      | Semifinais      | Semifinais |           |                | Final          | Final | Final |  |
|  |                 |                 |            |           |                |                |       |       |  |
|  | Malwee/Jaraguá  | Malwee/Jaraguá  | 2(6)       |           |                |                |       |       |  |
|  | Malwee/Jaraguá  | Malwee/Jaraguá  | 2(6)       |           |                |                |       |       |  |
|  | Umuarama Futsal | Umuarama Futsal | 2(5)       |           |                |                |       |       |  |
|  | Umuarama Futsal | Umuarama Futsal | 2(5)       |           | Malwee/Jaraguá | Malwee/Jaraguá | 1     |       |  |
|  |                 |                 |            |           | Malwee/Jaraguá | Malwee/Jaraguá | 1     |       |  |
|  |                 |                 | V&M/Minas  | V&M/Minas | 0              |                |       |       |  |
|  | V&M/Minas       | V&M/Minas       | V&M/Minas  | V&M/Minas | 0              | 4              |       |       |  |
|  | V&M/Minas       | V&M/Minas       |            |           |                |                |       |       |  |
|  | Paraná          | Paraná          | 1          |           |                |                |       |       |  |

## Artilharia
| 4 gols (1) - Pixote (V&M/Minas) 3 gols (6) - Lenísio (Malwee/Jaraguá) - Jorge Alex (Umuarama Futsal) - Daniel (Paraná) - Valdin (Malwee/Jaraguá) - Bruno Taffy (Betim) - Biolay (AA Esmac) 2 gols (16) - Rato (AA Esmac) - Diego Belém (V&M/Minas) - Ageu (AA Esmac) - Formiga (AA Esmac) - Rude (Fortaleza) - Falcão (Malwee/Jaraguá) - Lucas Teixeira (Malwee/Jaraguá) | 2 gols (continuação) - Nando (V&M/Minas) - Douglas (Umuarama Futsal) - Diece (V&M/Minas) - Rangel (Betim) - Bipe (Paraná) - Chico (Malwee/Jaraguá) - Roberto (Fortaleza) - Dieguinho (V&M/Minas) - Rafael (V&M/Minas) 1 gol (22) - Alexandre (AA Esmac) - Galo (Paraná) - Gerson (Paraná) - Fernando (Umuarama Futsal) - Dian (Malwee/Jaraguá) - Bebeto (Malwee/Jaraguá) | 1 gol (continuação) - Bruno (Paraná) - Jotinha (V&M/Minas) - Leco (Malwee/Jaraguá) - Fernando (Fesurv) - Guto (V&M/Minas) - Augusto (Umuarama Futsal) - Jaderson (Fortaleza) - Jardel (Umuarama Futsal) - Boni (Umuarama Futsal) - Celio (AA Esmac) - Villa (Paraná) - Gustavinho (Betim) - Renatinho (Betim) - Viola (Fortaleza) - Cesinha (V&M/Minas) - Tiago (Malwee/Jaraguá) |

## Premiação
| Superliga de Futsal de 2010        |
| Santa Catarina                     |
| ---------------------------------- |
| Malwee/Jaraguá Campeão (4º título) |